# Sainte-Marie-de-Vaux
Sainte-Marie-de-Vaux (okzitanisch Senta Mari de Vaus) ist eine französische Gemeinde mit 206 Einwohnern (Stand 1. Januar 2022) im Département Haute-Vienne in der Region Nouvelle-Aquitaine.

## Geographie
Nachbargemeinden sind:
- Saint-Victurnien
- Cognac-la-Forêt
- Saint-Yrieix-sous-Aixe

## Bevölkerungsentwicklung
| Jahr      | 1968 | 1975 | 1982 | 1990 | 1999 | 2006 | 2011 |
| Einwohner | 162  | 150  | 128  | 118  | 134  | 162  | 191  |